# Spilomicrus
Spilomicrus is een geslacht van vliesvleugelige insecten uit de familie Diapriidae.

## Soorten
- S. abnormis Marshall, 1868
- S. acuminatus (Herrich-Schäffer, 1838)
- S. annulicornis Kieffer, 1911
- S. antennatus (Jurine, 1807)
- S. apterygus (Kieffer, 1904)
- S. autumnalis Kieffer, 1911
- S. barbatus Szabó, 1983
- S. basalyformis Marshall, 1868
- S. bipunctatus Kieffer, 1911
- S. carinatus Kieffer, 1911
- S. clavatus (Herrich-Schäffer, 1838)
- S. compressus Thomson, 1859
- S. crassiclavis Kieffer, 1911
- S. crassipes Kieffer, 1911
- S. cursor Kieffer, 1911
- S. flavipes Thomson, 1859
- S. formosus Jansson, 1942
- S. gracilicornis Kieffer, 1911
- S. hemipterus Marshall, 1868
- S. inaequalis Tomsik, 1947
- S. integer Thomson, 1859
- S. kaszabi Szabó, 1977
- S. lusitanicus (Kieffer, 1910)
- S. major Vollenhoven, 1879
- S. mediofurcatus Szabó, 1983
- S. modestus Tomsik, 1947
- S. moniliatus (Herrich-Schäffer, 1838)

- S. niger (Kieffer, 1910)
- S. nigriclavis Marshall, 1868
- S. noctiger Szabó, 1977
- S. obtusus (Herrich-Schäffer, 1838)
- S. pillicornis Szabó, 1977
- S. procerus (Haliday, 1857)
- S. pseudocursor Szabó, 1974
- S. punctatus Kozlov, 1978
- S. quinquepunctatus (Szabó, 1961)
- S. radialis (Herrich-Schäffer, 1838)
- S. rufitarsis Kieffer, 1911
- S. rufithorax (Kieffer, 1910)
- S. sanbornei Masner, 1991
- S. simplex Tomsik, 1947
- S. stigmaticalis Westwood, 1832
- S. striatifoveatus Szabó, 1960
- S. subarmatus Kieffer, 1911
- S. szelenyii Szabó, 1977
- S. thomsoni Kieffer, 1911
- S. varipes (Herrich-Schäffer, 1838)